# Mucuna pachycarpa
Mucuna pachycarpa là một loài thực vật có hoa trong họ Đậu. Loài này được Wiriad. miêu tả khoa học đầu tiên.